# Paul Cooper
Paul David Cooper (Brierley Hill, 21 dicembre 1953) è un ex calciatore britannico, di ruolo portiere.
È presente nel film Fuga per la vittoria di John Huston come portiere, controfigura di Sylvester Stallone nelle azioni di gioco.

## Palmarès

### Club

#### Competizioni nazionali
- Coppa d'Inghilterra: 1

Ipswich Town: 1977-1978

#### Competizioni internazionali
- Coppa UEFA: 1

Ipswich Town: 1980-1981